# Alfred Cortot
Alfred Cortot (Nyon kraj Ženeve, 26. rujna 1877. – Lausanne, 15. lipnja 1962.), francuski pijanist.
Od 1902. godine nastupao je i kao dirigent i promicatelj modernih nastojanja u glazbi. Majstorski je izvodio Chopina pa je na zagrebačkom koncertu izvodio sve Chopinove preludije uz svoje programske opaske.